# Bob Martin
Bob Martin, születési nevén Leo Heppe (Krasznojarszk, 1922. június 7. – Bécs, 1998. január 13.) osztrák énekes. Ő képviselte Ausztriát a Wohin, kleines Pony? című dalával az 1957-es Eurovíziós Dalfesztiválon, ahol 3 ponttal az utolsó helyezést érte el.

## Életpályája

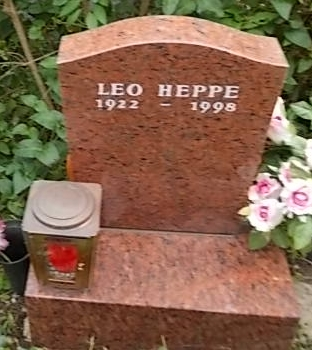
A sírja az ottakringi temetőn